# Joshua Harris
Joshua Eugene Harris (n. 30 de diciembre de 1974; Dayton, Ohio) es un ex pastor y escritor estadounidense, famoso por su libro "Le Dije Adiós a las Citas Amorosas", donde defiende lo que él considera como una aproximación bíblica a las citas y las relaciones. Es el primero de siete hijos nacidos del matrimonio de Gregg y Sono Harris, pioneros en el movimiento cristiano de educación en el hogar, que en el año 2019 anunció que su divorcio era un hecho y que renunciaba a la fe cristiana.
También se disculpaba con la comunidad Lesbico_Gay a los cuales había confrontado con anterioridad.
Como adolescente, Harris publicó "New Attitude" (Nueva Actitud), una revista dirigida a quienes recibían educación en el hogar, de 1994 a 1997. Publicó su primer libro, "Le Dije Adiós a las Citas Amorosas" en 1997. Este libro ha vendido cerca de un millón de copias a nivel mundial. Algunas de sus subsiguientes publicaciones incluyen: "Boy Meets Girl" (El y Ella), describiendo en parte su compromiso con su esposa, Shannon, publicado en el año 2000; "Not Even a Hint" (Ni Aún se Nombre) en 2003, y "Stop Dating the Church!" (Deje de Coquetear con la Iglesia), publicado en el 2004.
Harris inició y dirigió la conferencia de solteros de New Attitude desde 1999 hasta 2004. Aunque no hubo conferencia en el 2005, New Attitude fue revivida en el 2006 bajo el liderazgo del pastor de solteros de Covenant Life Church, Eric Simmons. La conferencia tiene lugar en el fin de semana del Memorial Day (celebración estadounidense que recuerda a los hombres y mujeres caídos en batalla), en el Centro de Convenciones de Louisville, Kentucky. El enfoque principal de New Attitude es equipar a jóvenes cristianos con lo que creen que es la verdad bíblica del evangelio, mientras recalcan la importancia de la iglesia local en la vida de todos los cristianos. Han acuñado el término "Ortodoxia Humilde" para representar estos principios. El sitio web de New Attitude describe la "Ortodoxia Humilde" como "un compromiso con el creer, vivir y representar la verdad con la humildad. Creemos que la verdad de Dios en la Escritura no debe ser redefinida o reinventada para acomodarse a nuestras propias preferencias o cultura. Nuestro rol no es cambiar la verdad, sino dejar que la verdad nos cambie.
Los hermanos de Harris, los gemelos Alex y Brett, son los anfitriones del popular blog "The Rebelution" , definido como "una rebelión adolescente contra las bajas expectativas de una cultura sin Dios."
Joshua Harris reside en Gaithersburg, Maryland, con su esposa Shannon y sus tres hijos. Recientemente, Joshua Harris, a través de una foto en su perfil en Instagram, publicó que se divorciaba de su esposa "en buenos términos" y quedando como amigos.

## Libros de su autoría
- I Kissed Dating Goodbye (Updated Version). Multnomah, 2003. ISBN 1-59052-135-8
- Boy Meets Girl: Say Hello To Courtship. Multnomah, 2000. ISBN 1-57673-709-8
- Not Even a Hint. Multnomah, 2003. ISBN 1-59052-147-1 (republicado como Sex Isn't the Problem, Lust Is en el 2005. ISBN 1-59052-519-1)
- Stop Dating the Church! Multnomah, 2004. ISBN 1-59052-365-2